# Лукка-Сикула
Лукка-Сикула (итал. Lucca Sicula) — коммуна в Италии, располагается в регионе Сицилия, подчиняется административному центру Агридженто.
Население составляет 2033 человека, плотность населения составляет 113 чел./км². Занимает площадь 18 км². Почтовый индекс — 92010. Телефонный код — 0925.
Покровителем коммуны почитается Пресвятая Богородица (Maria SS. Immacolata). Праздник ежегодно празднуется 8 декабря.